# Karangasso-Vigué
Pour le département et la commune rurale, voir Karangasso-Vigué (département).
Ne doit pas être confondu avec Karangasso-Sambla.
Karangasso-Vigué, parfois orthographié Karankasso-Vigué, est localité et le chef-lieu du département de Karangasso-Vigué situé dans la province du Houet de la région des Hauts-Bassins au Burkina Faso.

## Éducation et santé
Karangasso-Vigué accueille un centre de santé et de promotion sociale (CSPS).